# پیتر مولنار
پیتر مولنار (مجاری: Péter Molnár؛ زادهٔ ۱۶ فوریهٔ ۱۹۸۶) قایقران کانو اهل مجارستان است.
وی در مسابقات کشوری و بین‌المللی در مجموع برندهٔ ۲ مدال طلا، ۲ مدال نقره، ۴ مدال برنز شده‌است.